# AgustaWestland AW109S Grand
AgustaWestland AW109S Grand (někdy jen A109 Grand nebo Agusta Grand) je lehký dvoumotorový osmimístný víceúčelový vrtulník vyráběný společností AgustaWestland (nyní Leonardo Helicopters). Vyvinut byl z typu AgustaWestland AW109 prodloužením kabiny a listů nosného rotoru s odlišnou konstrukcí jejich špiček. Od AW109 s motory Pratt & Whitney Canada PW206C se také liší použitím pohonných jednotek PW207C. AW109S Grand byl do služby původně zaveden v roce 2005, a od té doby je užíván v různých rolích, včetně transportní, sanitní, pátrání a záchrany a ve vojenství.
AW109SP GrandNew je odvozená verze odlišující se zejména instalací jednotné sady avioniky pro let podle přístrojů (IFR), zahrnující systém varování před blízkostí terénu (TAWS) a průhledový displej s integrovanou grafikou.
AW109 Trekker je varianta AW109S s nezatažitelným ližinovým podvozkem, která poprvé vzlétla v březnu 2016.

## Varianty

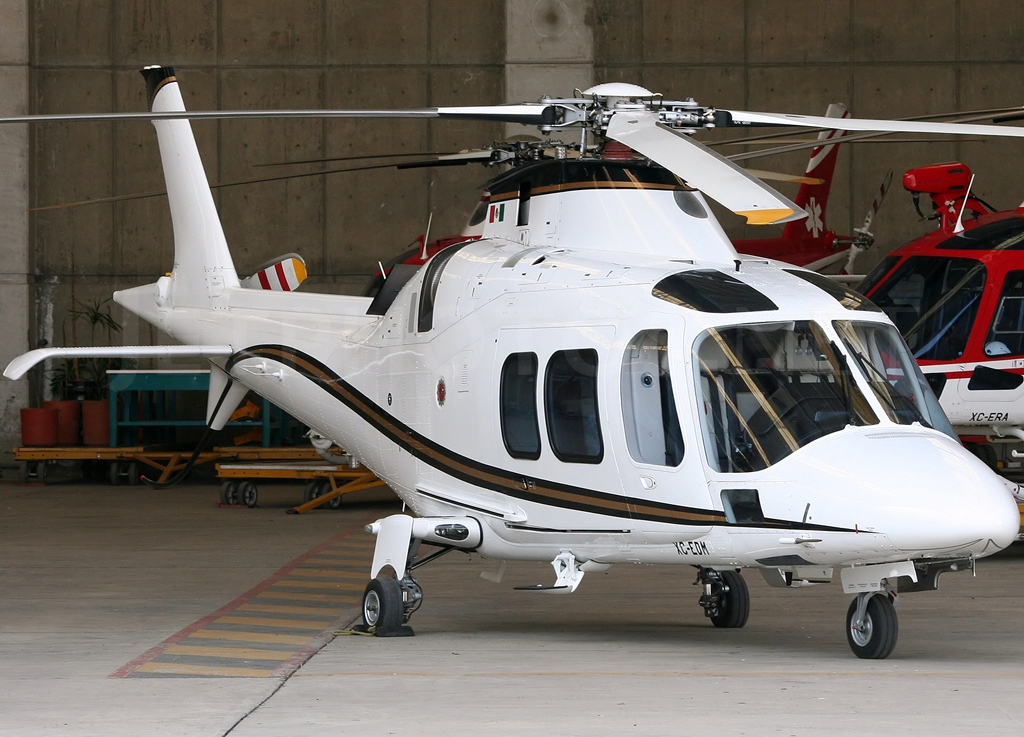
AW109S Grand v Mexiku

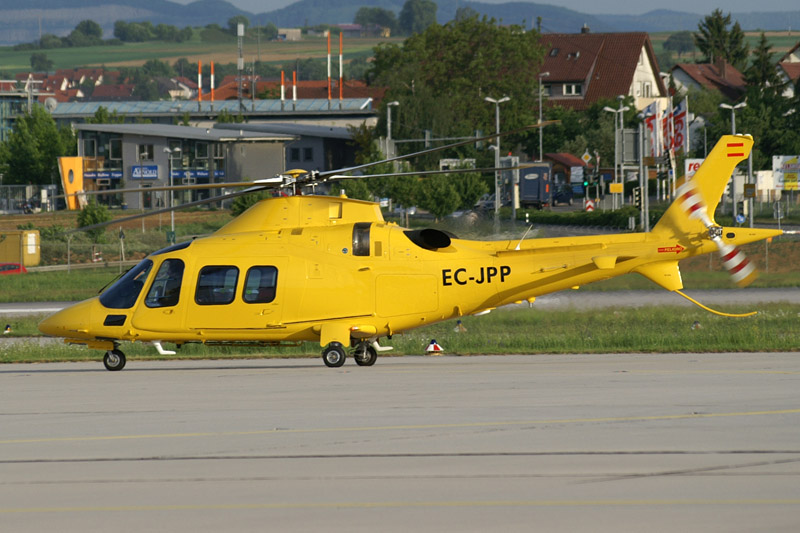
Záchranný A109S

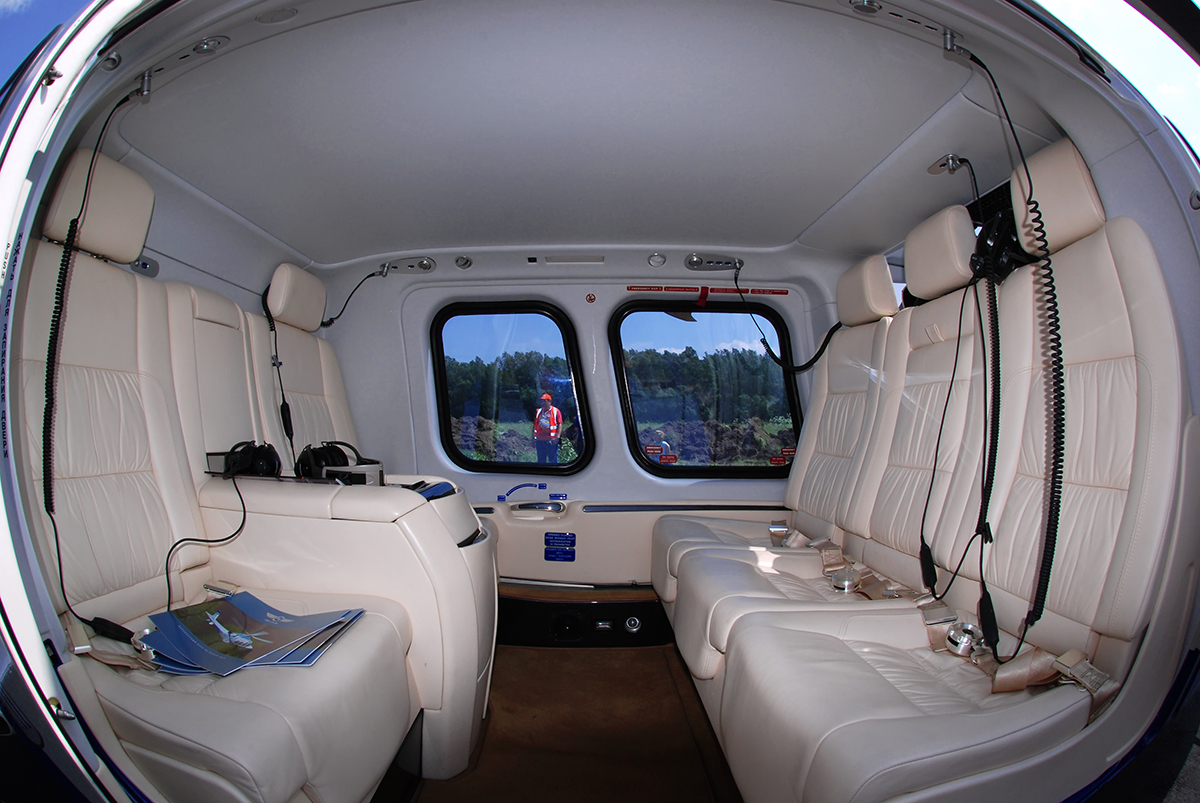
Interiér A109S v úpravě pro dopravu VIP

A109S Grand
Na trh uvedena jako AW109 Grand. Oproti AW109E má prodlouženou kabinu a rotorové listy s nově konstruovanými špičkami, a nové motory Pratt & Whitney Canada PW207C.
AW109SP GrandNew
Verze s modernizovanou avionikou určená zejména pro leteckou záchrannou službu. Přední část trupu je konstruovaná z uhlíkatých kompozitů pro úsporu hmotnosti.
AW109 Trekker
AW109S s pevným ližinovým podvozkem a skleněným kokpitem firmy Genesys Aerosystems.

## Specifikace (A109S GrandNew)
Údaje podle

### Hlavní technické údaje
- Osádka: 1-2
- Kapacita: 6-7 cestujících
- Délka: 12,96 m
- Výška: 3,4 m
- Průměr nosného rotoru: 10,83 m
- Hmotnost prázdného stroje:
- Maximální vzletová hmotnost: 3 175 kg
- Pohonná jednotka: 2 × turbohřídelový motor Pratt & Whitney Canada PW207C
- Výkon pohonné jednotky: 548 kW (735 hp) každá

### Výkony
- Maximální rychlost: 311 km/h
- Cestovní rychlost: 289 km/h
- Maximální přípustná rychlost letu: 311 km/h
- Dolet (přeletový): 859 km
- Praktický dostup: 4 900 m
- Stoupavost: 9,3 m/s